# Ребиндер, Константин Григорьевич
Константин Григорьевич Ребиндер (1824—1886) — русский военный деятель, генерал-адъютант (1872), генерал от инфантерии (1883).

## Биография
Из дворянского рода. Сын жандармского полковника Григория Максимовича Рибиндера (1798—1849). Родился в Москве 28 апреля 1824 года в доме Марии Андреевны Прокудиной, которая при крещении его  3 мая 1824 года в Храме Ризоположения на Донской  стала его восприемницей вместе с Анной Неофитовной Масловой, восприемниками были полковник Александр Константинович Поливанов  генерал-лейтенант Н. Ф. Ладыженского.
В службе и офицерских чинах с 1843 года. В 1855 году произведён в полковники гвардии, числился по Преображенскому лейб-гвардии полку. С 1854 года неотлучно находился при сыне великой княгини Марии Николаевны — князе Николае Максимилиановиче.
По словам князя П. В. Долгорукова, Ребиндер «умел выполнить свою должность воспитателя, и этому много содействовало долгое пребывание герцога за границей, в Англии, вдали от Петербурга». В 1860 году произведён в генерал-майоры Свиты Его Величества. В 1868 году из-за скандальной связи своего подопечного с Н. С. Акинфовой был вынужден удалиться от должности.
В 1868 году произведен в генерал-лейтенанты. В 1872 году пожалован в генерал-адъютанты. В течение пяти лет состоял гофмаршалом двора великого князя Михаила Николаевича, но из-за капризов княгини Ольги Фёдоровны без сожаления оставил эту должность. С 1873 года из-за слабого здоровья жены жил за границей.
В 1877 году получил место управляющего Царскосельским дворцовым правлением и Царским Селом. В 1883 году произведён в генералы от инфантерии с назначением в члены Государственного совета Российской империи. Был награждён всеми орденами вплоть до ордена Святого Александра Невского пожалованного ему в 1878 году. По отзыву современников, Ребиндер был «человек весьма простой, очень честный», «добрый, но тяжеловатый, преисполненный благих намерений и стремлений».
Скончался в 1886 году в Петергофе и был похоронен в Троице-Сергиевой Приморской пустыне.

## Семья
Жена — Елена Васильевна Кочубей (23.02.1824—11.09.1898), дочь тайного советника Василия Васильевича Кочубея от второго его брака с Варварой Николаевной Рахмановой. Скончалась в Петербурге от паралича сердца, похоронена на кладбище Троице-Сергиевой пустыни.
Их дочь Мария (1862—13.01.1917), фрейлина двора (20.04.1880), супруга полковника лейб-гвардии драгунского полка Владимира Иустиновича Чаплица (1871—1930; Сербия); ей принадлежало несколько зданий в Петербурге, в том числе дом на Английской наб., д. 14.

## Примечание
1. ↑  Список генеральских чинов российской императорской армии и флота. Дата обращения: 18 июля 2018. Архивировано 23 сентября 2018 года.
2. ↑  БУ ЦГА Москвы. Ф. 2121. — Оп. 1. — Д. 1774. — С. 94. Метрические книги Храма Ризоположения на Донской.
3. ↑  Список полковникам по старшинству Испр. по 13-е июля 1855 г.— 412 с.
4. ↑  П. Долгоруков. Петербургские очерки. Памфлеты эмигранта. — М., 1992.— 560 с.
5. ↑  Список генералам по старшинству Испр. по 1-е июня 1877 г.—361 с
6. ↑  Пономарёв В. П., Шабанов В. М. Кавалеры Императорского ордена Святого Александра Невского, 1725—1917: биобиблиографический словарь в трёх томах. Том 2. — М., 2009. — С. 315—316. — ISBN 978-5-89577-145-7
7. ↑  Дневник А. А. Половцова за 1877 год // ЦИАМ. Фонд 583. Оп. №. 1. ед. хр. 13. С. 32.
8. ↑  Мемуары графа С. Д. Шереметева. — М.: Изд-во «Индрик», 2001. — Т. 1. — С. 172.
9. ↑  ЦГИА СПб. ф.19. оп.126. д.1555. с. 20.